# Cystodermella contusifolia
Cystodermella contusifolia är en svampart som först beskrevs av David Norman Pegler, och fick sitt nu gällande namn av Harmaja 2002. Cystodermella contusifolia ingår i släktet Cystodermella och familjen Agaricaceae.   Inga underarter finns listade i Catalogue of Life.